# Atradius
 (février 2017).
Le groupe Atradius propose des solutions d’assurance-crédit, de recouvrement et de caution dans le monde entier grâce à sa présence dans plus de 50 pays. Ses solutions protègent les entreprises contre les impayés. Atradius fait partie du Grupo Catalana Occidente (GCO.MC), l’un des leaders de l’assurance en Espagne et de l’assurance-crédit dans le monde. Atradius est le n° 2 mondial de l'assurance-crédit. Le groupe Atradius, dont le siège se situe à Amsterdam, est une société anonyme qui exerce dans les activités d'assurance.

## Histoire
L’assurance-crédit interentreprise a été créée par différents gouvernements et assureurs privés après la Première Guerre mondiale afin de stimuler l’économie. 
Atradius est issu du rachat en 2001 de l’assureur hollandais NCM (fondé en 1925) par l’assureur allemand Gerling (fondé en 1954). La société portait alors le nom de GERLING NCM. 
Chacun des deux assureurs avait au préalable déjà réalisé plusieurs rachats, notamment d’agences gouvernementales de crédit à l’export (par exemple l’ECGD au Royaume-Uni en 1991) ou d’assureurs privés (par exemple Namur Assurances du Crédit S.A en Belgique en 1994), dont la création remontait à la naissance de l’assurance-crédit, vers 1919. 
Le groupe Atradius est le résultat de la fusion de plusieurs assureurs-crédits internationaux et de sociétés affiliées venant de Belgique, Danemark, France, Italie, Mexique, Norvège, Nouvelle-Zélande, Royaume-Uni et États-Unis.
Atradius est par ailleurs, depuis 1932, l’agence de crédit à l’export officielle du gouvernement hollandais[réf. nécessaire].
Ce groupe international, a été rebaptisé Atradius en 2004. 
En 2008, le groupe s’agrandit de nouveau avec l’intégration de l’assureur espagnol Crédito y Caución (fondé en 1928), augmentant, par la même occasion, son implantation dans les pays hispanophones.
Atradius fait partie du Grupo Catalana Occidente (GCO.MC). Aujourd’hui, bien que les capitaux soient majoritairement espagnols, le siège social du groupe est situé à Amsterdam.

## Produits
Les produits et services d'Atradius aident les entreprises à se protéger contre le risque d'impayés clients, c'est-à-dire le risque qu'un acheteur ne paie pas les produits ou services qu'il achète dans le cadre d'un crédit commercial.
Les produits proposés par Atradius sont les suivants : 
- Assurance-crédit
- Caution
- Instalment Credit Protection (ICP)
- Réassurance
- Recouvrement de créances commerciales

## Actionnaires
Atradius N.V. est une filiale de Grupo Compañía Española de Crédito y Caución S.L. (CyC) et de Grupo Catalana Occidente S.A. (GCO). Grupo CyC est une holding, filiale à 73,8% de GCO.  
GCO, qui est cotée en bourse à Barcelone et à Madrid, est la société-mère d’un groupe de compagnies d’assurance. Elle détient une participation de 83,2% dans Atradius N.V., dont 35,8% directement et 47,4% indirectement au travers de la holding Grupo CyC.